# Cercemaggiore
Cercemaggiore község (comune) Olaszország Molise régiójában, Campobasso megyében.

## Fekvése
A megye déli részén fekszik. Határai: Castelpagano, Cercepiccola, Gildone, Jelsi, Mirabello Sannitico, Morcone, Riccia, Santa Croce del Sannio és Sepino.

## Története
A település őse egy szamnisz település volt, amelyet a szaracénok a 9. században teljesen elpusztítottak. A 12. században alapították újra. A következő századokban nemesi birtok volt. A 19. században nyerte el önállóságát, amikor a Nápolyi Királyságban felszámolták a feudalizmust.

## Népessége
A népesség számának alakulása:

## Főbb látnivalói
- Santa Maria della Liberta-szentély
- Santa Maria della Croce-templom
- Santa Maria a Monte-templom
- San Rocco-templom